# Antonella Stefanucci
Antonella Stefanucci (Napoli, 20 giugno 1963) è un'attrice italiana.

## Biografia
Attrice, comica, monologhista, a volte anche autrice dei suoi monologhi, ha studiato danza classica, contemporanea e jazz. Si è diplomata all'Accademia di Belle Arti come scenografa. Lì si è formata anche come attrice partecipando agli spettacoli-laboratorio dell'accademia.
Ha mosso i suoi primi passi in teatro con Tony Stefanucci, I Santella, Laura Angiulli e Marianna Troise. Ha proseguito lavorando con attori quali Aldo Giuffré, Silvio Orlando, Riccardo Pazzaglia, Geppy Gleijeses, Emanuela Giordano, Vincenzo Salemme, Peppe Lanzetta, Marisa Laurito e Francesco Paolantoni.
Nel 1992 a Napoli al Teatro Sancarluccio ha presentato, con Domenico Ciruzzi in veste di autore, il suo primo monologo, Telesantalucia, una riduzione teatrale dell'omonima striscia di satira televisiva in onda ad Avanzi su Rai Tre. Il secondo monologo, Le mosche, che l'ha vista agire con il trombettista jazz Nico Casu, ha debuttato a Napoli a Galleria Toledo.
Numerose le repliche dello spettacolo di teatro cabaret Cavallapazza, in coppia con il cantautore Marco Francini.
Nell'aprile 2011 a Galleria Toledo ha messo in scena Colloqui, testo e regia di Domenico Ciruzzi, con ottimo riscontro di critica e pubblico.
Nella stagione 2015-2016 è entrata in pianta stabile nel Teatro Mercadante di Napoli con gli spettacoli In memoria di una signora amica" di Giuseppe Patroni Griffi, per la regia di Francesco Saponaro e Dalla parte di Zeno di Parrella, per la regia di Andrea Renzi.
Dal 2020 insegna recitazione cinematografica presso la scuola di formazione e produzione cinematografica CinemaFiction di Napoli. 
Nel 2023 è al cinema con il film di Bruno De Paola, In fila per due.

## Filmografia

### Cinema
- Pacco, doppio pacco e contropaccotto, regia di Nanni Loy (1993)
- Mario e il mago, regia di Klaus Maria Brandauer (1994)
- Pianese Nunzio, 14 anni a maggio, regia di Antonio Capuano (1996)
- Giro di lune tra terra e mare, regia di Giuseppe M. Gaudino (1997)
- Auguri professore, regia di Riccardo Milani (1997)
- Luna Rossa, regia di Georg Brintrup (1998)
- Denti, regia di Gabriele Salvatores (2000)
- Lontano in fondo agli occhi, regia di Giuseppe Rocca (2000)
- Animali che attraversano la strada, regia di Isabella Sandri (2000)
- Non è giusto, regia di Antonietta De Lillo (2001)
- Incantesimo napoletano, regia di Paolo Genovese e Luca Miniero (2002)
- Io non ho paura, regia di Gabriele Salvatores (2003)
- Fuoco su di me, regia di Lamberto Lambertini (2006)
- Vita segreta di Maria Capasso, regia di Salvatore Piscicelli (2019)
- Desire', regia di Mario Vezza (2022)
- In fila per due, regia di Bruno De Paola (2023)

### Televisione
- Comica donna
- Avanzi di Serena Dandini – programma televisivo
- Fantastico, con Raffaella Carrà – programma televisivo
- Caro Totò, ti voglio presentare... di Renzo Arbore
- Fantasticamente
- Telegaribaldi – programma televisivo (Teleoggi - Canale 9)
- Convenscion, varietà di Gregorio Paolini, regia di Celeste Laudisio
- La squadra – serie TV
- Superconvenscion, varietà di Gregorio Paolini, regia di Celeste Laudisio
- Convenscion a colori, varietà di Gregorio Paolini, regia di Celeste Laudisio
- Un medico in famiglia – serie TV (2003)
- La omicidi – serie TV (2004)
- Capri – serie TV (2006-2010)
- Assunta Spina, regia di Riccardo Milani – miniserie TV (2006)
- Giuseppe Moscati - L'amore che guarisce, regia di Giacomo Campiotti – miniserie TV (2007)
- 'O professore, regia di Maurizio Zaccaro – miniserie TV (2008)
- Mia madre, regia di Ricky Tognazzi – miniserie TV (2010)
- Che Dio ci aiuti – serie TV (2012)
- Un'altra vita – serie TV (2014)
- Sirene – serie TV (2017)
- I bastardi di Pizzofalcone – serie TV, episodio 2x06 (2018)
- Il sindaco pescatore, regia di Maurizio Zaccaro – film TV (2016)
- Resta con me – serie TV (2023)
- Mina Settembre, regia di Tiziana Aristarco – serie TV, episodio 3x07 (2025)

### Cortometraggi
- Angeli, regia di Domenico Ciruzzi
- Un Natale al verde, regia di F. Prisco